# Alexei Petrowitsch Tschernow
Alexei Petrowitsch Tschernow (russisch Алексей Петрович Чернов, geb. Grusdew, russisch Груздев; * 29. Maijul. / 11. Juni 1908greg. in Tomsk, Russisches Kaiserreich; † 22. November 1979 in Moskau) war ein sowjetischer Theater- und Film-Schauspieler.

## Leben und Leistungen
Tschernow war Sohn eines Buchhalters († 1911), der für die Eisenbahnverwaltung arbeitete. Seine Mutter schlug ab 1934 die gleiche berufliche Laufbahn ein. Sie wurde infolge des Deutsch-sowjetischen Krieges 1943 nach Kuibyschew evakuiert.
Tschernow besuchte die achtklassige Polytechnische Oberschule seiner Geburtsstadt und ab 1924 für zwei Jahre die dortige Musikschule, wo er das Fagottspiel erlernte. Von Juni bis Dezember 1926 arbeitete er in der Landwirtschaft und danach bis September 1930 beim Städtischen Theater von Tomsk. Anschließend ließ er sich beim Theater der Revolution in Moskau unter der Leitung von Alexei Dmitrijewitsch Popow zum Schauspieler ausbilden. Nach seinem Abschluss im Jahr 1934 blieb Tschernow dort für eine Saison und wechselte anschließend an das Woronescher Dramatheater, das bis 1967 seine Wirkungsstätte bleiben sollte. Zu den bekanntesten Stücken unter seiner Beteiligung zählen Der Revisor von Nikolai Gogol, Молодая гвардия (Molodaja gwardija) nach Alexander Fadejews Roman Die junge Garde, Nachtasyl von Maxim Gorki, Tolstois Die Macht der Finsternis, Onkel Wanja von Anton Tschechow sowie eine Adaption von Scholochows Neuland unterm Pflug. Neben seiner aktiven Schauspiellaufbahn war er auch leitender Regisseur am Volkstheater des Stadtrajons Lewobereschny in Woronesch.
Zum Film fand der dunkelhaarige Mime erst spät. Sein Debüt gab er 1964 in einer kleinen Nebenrolle in Жили-были старик со старухой (Schili-byli starik so staruchoi). Es folgten der Zweiteiler Герой нашего времени (Geroi naschewo wremeni, 1965– 66) und das Kriegsmelodram Сердце друга (Serdze druga, 1966), in dem Tschernow erstmals als Hauptdarsteller auftrat. 1967 zog er nach Moskau und war daraufhin regelmäßig für das Gorki-Filmstudio vor der Kamera präsent, zumeist in der Rolle des älteren, charmanten Herren. Tschernows Filmografie umfasst 35 Werke, in Трембита (Trembita, 1968) und Происшествие (Proisschestwije, 1974) gab er noch zwei weitere Male eine Hauptrolle. Zu seinem Schaffen gehört auch die Seton-Verfilmung Der schwarze Mustang.
Tschernow war Träger der Titel Verdienter Künstler der RSFSR (1952) und Volkskünstler der RSFSR (1958). Er starb Ende 1978 (nach anderer Quellenlage 1979) und wurde in Ljuberzy beigesetzt.

## Privatleben
Tschernow war mit der aus Ufa stammenden Pianistin Olga Michailowna (* 1907) verheiratet. Ihr gemeinsamer Sohn Juri unterrichtete an der Staatlichen Universität Woronesch.
Er war seit 1951 Mitglied der KPdSU und wurde dreimal in den Woronescher Stadtsowjet gewählt.

## Filmografie (Auswahl)
- 1967: Bela – Tragik einer Liebe (Geroy naschewo wremeni)
- 1968: Militärdienstuntauglich (Goden k nestrojewoi)
- 1969: Männergespräch (Muschskoi rasgowor)
- 1970: Das alte Haus (Stary dom)
- 1976: Der schwarze Mustang (Mustang-inochodez)
- 1977: Weißer Bim Schwarzohr (Bely Bim – Tschjornye ucho)
- 1978: Die feuerrote Blume (Alenki zwetotschek)
- 1979: Das Geschenk des schwarzen Zauberers (Podarok tschjornowo korduna)